# Автоматическая сварка металлов
Автоматическая сварка металлов — механизированный способ неразъемного соединения изделий (деталей, полуфабрикатов) из металлов в результате их местного расплавления.

## Классификация
Различают такие типы автоматической сварки металлов:
- электродуговая;
- газоэлектрическая;
- электрошлаковая.

В первых двух случаях источником нагрева свариваемых металлов в электрическая дуга, температура которой превышает 5000 °C. При электрошлаковой сварке источником нагрева является ванна расплавленного шлака, температура которой не превышает 2500 °C.
В настоящее время в процессе автоматической сварки широко применяется робототехника. Роботы используют как в серийном, так и в мелкосерийном производстве. Один и тот же робот может работать по разным программам, повышая качество сварки. Роботов легче применять для контактной точечной сварки нахлесточных соединений, труднее — для электродуговой сварки угловых и тавровых соединений и электродуговой сварки стыковых соединений.

## Электродуговая автоматическая сварка металлов
Электродуговая автоматическая сварка производится открытой или закрытой дугой. Она может быть одно- или многодуговой, одно- или многоэлектродной. При сварке открытой дугой расплавленный металл защищается от кислорода и азота воздуха тонким слоем жидкого шлака и газами, которые образуются в результате плавления обмазки сплошного электрода или порошка, содержащегося внутри трубчатого электрода. Автоматическая сварка металлов закрытой дугой производится под слоем сыпучего зернистого флюса.
Наибольшее распространение в СССР получило автоматическая сварка металлов под флюсом по методу, разработанному Институтом электросварки АН УССР под руководством академика АН УССР Е. О. Патона. В отличие от других видов дуговой сварки, она обеспечивает высокую производительность и качество сварных швов и лучшие условия труда сварщика.

## Автоматическая сварка металлов под флюсом
Автоматическую сварку металлов под флюсом применяют в машино- и мостостроении. Например, в городе Киеве построен крупнейший в мире цельносварной автодорожный мост через реку Днепр. Почти все элементы моста сварены на заводе и смонтированы на месте строительства методом автоматической сварки металлов под флюсом. Благодаря этому методу произошел технологический переворот в судо- и котлостроении, производстве стальных труб большого диаметра для магистральных нефте- и газопроводов, в производстве различной аппаратуры. Большое значение имеет автоматическая сварка металлов для новой техники, энергетики, химической промышленности. В результате применения в СССР более 10 000 автоматов и полуавтоматов для сварки под флюсом только за вторую половину 1950-х годов высвободилось в основных отраслях металлообрабатывающей промышленности более 30 000 сварщиков.
Для автоматической сварки металлов под флюсом применяют сварочные тракторы — самоходные аппараты, которые передвигаются непосредственно по сварному изделию[неоднозначно], а также сварочные головки. Сварочный трактор или головка возбуждает дугу в начале сварки, автоматически поддерживает устойчивое горение во время её работы, перемещает дугу вдоль шва (трактор), подает флюс на свариваемые кромки, заваривает кратер в конце шва в момент прекращения процесса сваривания. Питание дуги переменным током осуществляется обычно от сварочного трансформатора. Постоянный ток применяют только для сварки высоколегированных сталей и сплавов алюминия, титана и сплавов на их основе, а также в полевых и монтажных условиях - на строительстве магистральных трубопроводов, мостов, нефтяных резервуаров и тому подобное.
Развитие автоматической сварки происходило быстрыми темпами в 1959 — 1965 годах. В СССР автоматическая сварка использовалась в тяжелом и транспортном машиностроении, производстве металлоконструкций, судостроении, для восстановления изношенных поверхностей валков прокатных станов и других деталей металлургического оборудования, колес и других частей подвижного состава, деталей сельскохозяйственной, землеройной техники, строительных машин, крановых колес, режущего инструмента, для изготовления биметаллических изделий.
При сварке обычных углеродистых и некоторых легированных сталей применяют плавленые флюсы - силикаты, содержащие в себе  35—45% SiO2, 35—40% MnO, 5—8% CaF2, а также CaO, MgO, Al2O3. При сварке высоколегированных сталей и сплавов (жаропрочных, нержавеющих, кислотостойких и т. п.), а также титана, алюминия, урана и сплавов на их основе применяют бескислородные или галоидные флюсы, состоящие, в основном, из фторидов и хлоридов щелочных и щелочно-земельных металлов.

## Газоэлектрическая автоматическая сварка металлов
Газоэлектрическая автоматическая сварка металлов представляет собой разновидность дуговой электросварки, при котором электрическая дуга горит в защитной газовой атмосфере водорода, аргона, гелия или углекислого газа.

## Электрошлаковая автоматическая сварка металлов
Электрошлаковая автоматическая сварка металлов — новый способ бездуговой сварки металлов плавлением, основанный на использовании в качестве источника нагрева расплавленного шлака, через который проходит переменный электрический ток.
Различают одно- и многоэлектродную, одно- и многофазную автоматическую сварку металлов. Обязательным условием начала электрошлаковой сварки является использование шлаковой ванны глубиной 10-50 мм. Такая сварка осуществляется без обработки кромок, но с обязательным зазором между ними (ширина зазора 25-40 мм). Удобнее выполнять её при вертикальном положении шва. С помощью электрошлаковой автоматической сварки металлов можно соединять за один проход металл практически неограниченной толщины. Так, в 1958 году на Новокраматорском машиностроительном заводе (г. Краматорск, Донецкая область) впервые в мировой практике была осуществлена однопроходная автоматическое электрошлаковая сварка заготовок сечением 2 x 3 м.
Автоматическая электрошлаковая сварка металлов имеет следующие преимущества:
- простота технологии и техники сварки;
- исключения обработки кромок;
- минимальные затраты флюса (в десятки раз меньше, чем при автоматической сварке металлов под флюсом)
- минимальные затраты труда;
- минимальные угловые деформации;
- высокое качество сварных швов.

Электрошлаковая сварка широко применяется в тяжелом машиностроении и производстве больших металлоконструкций, дает значительную экономию средств и металла, а также сокращает производственный цикл и исключает строительство мощных литейных и кузнечно-прессовых цехов. С помощью него можно соединять между собой крупные отливки, поковки или заготовки из толстого проката стыковыми, угловыми и тавровыми швами. Для автоматического электрошлаковой сварки используют аппаратуру двух типов:
- Рельсовые аппараты используют для сварки металлов большой толщины. Рельсовый аппарат А-372-р удостоен золотой медали «Гран-При» на Всемирной выставке в Брюсселе 1958 года. Им можно сваривать за один проход проволочными или пластинчатыми электродами металл толщиной до 650 мм.
- Безрельсовые аппараты бывают двух типов: бегунковые и магнитные. Типовой безрельсовый аппарат А-501 удостоен золотой медали «Гран-При» на Брюссельской выставке.

Электрошлаковый процесс использовали в СССР не только в сварочной технике, но и в металлургическом производстве (с 1957 г.) для улучшения качества легированных сталей и сплавов способом переплавки электродов в водоохлаждаемом кристаллизаторе. Широко применяется автоматическая электрошлаковая сварка в промышленности Чехословакии, ГДР, КНР.